# Штиллер, Ангело
Ангело Штиллер (нем. Angelo Stiller; родился 4 апреля 2001, Мюнхен) — немецкий футболист, полузащитник клуба «Штутгарт» и сборной Германии.

## Клубная карьера
Штиллер выступал в футбольной академии «Баварии» с 2010 года. В сезоне 2019/20 дебютировал за команду «Бавария II». 15 октября 2020 года дебютировал в основном составе «Баварии» в матче Кубка Германии против «Дюрена», выйдя на замену Никласу Зюле. 1 декабря 2020 года Ангело дебютировал в Лиге чемпионов в матче группового этапа против «Атлетико Мадрид», выйдя на замену Джамалу Мусиала.
18 января 2021 года было объявлено, что летом 2021 года Штиллер станет игроком «Хоффенхайма».

## Карьера в сборной
Выступал за сборные Германии до 17, до 18 и до 20 лет. В сентябре 2021 года дебютировал за сборную Германии до 21 года.
29 августа 2024 года был впервые вызван в национальную сборную Германии на матчи Лиги наций УЕФА против Венгрии (7 сентября) и Нидерландов (10 сентября). Дебютировал за сборную в матче против Венгрии, заменив Роберта Андриха на 82-й минуте.

## Достижения
«Бавария II»
- Чемпион Третьей лиги: 2019/20

«Штутгарт»
- Обладатель Кубка Германии: 2024/25